# Igor Jijikine
Igor Jijikine (ryska: Жижикин, Игорь Витальевич Жижикин, Igor Vitaljevitj Zjizjkin), född 8 oktober 1965 i Moskva, är en rysk skådespelare, mest känd för sin roll som överste Dovchenko i Steven Spielbergs Indiana Jones och Kristalldödskallens rike från 2008.